# Unidade de medida
A unidade de medida é uma convenção usada para representar dimensões (igualmente a um objeto que é algo diferente da palavra usada para descrevê-lo); unidade dimensional; como por exemplo, o metro é uma unidade para medir um comprimento L, não o comprimento numérico em si.

## História
Sistemas de unidades são convencionais, dependendo de definições derivadas da nossa experiência local do universo. Por exemplo, o metro foi definido originalmente como uma certa fração do comprimento dos meridianos terrestres e, embora essa definição tenha sido refinada posteriormente, fica claro que é de natureza arbitrária.
Ao longo do tempo, foi registrado o uso de diversas formas de medidas utilizadas pelos povos antigos. Os egípcios, por exemplo, utilizavam o palmo e o cúbito há 4 mil anos. Porém, nos diferentes territórios e países, os meios e as medidas usadas no dia a dia eram diferentes, assim dificultando o comércio internacional. Com o passar do tempo, e com a evidente necessidade de facilitar o comércio entre as pessoas e as nações, em 1960 foi criado o Sistema Internacional de Unidades (SI) a partir do sistema metro-quilograma-segundo, depois de inúmeras convenções internacionais com representantes de diversos países.

## Análise dimensional do MLT e FLT
A Análise dimensional das grandezas dos sistemas MLT e FLT
Sistema MLT: mass (massa, M); length (comprimento, L); time (tempo, T).
Sistema FLT: force (força, F); length (comprimento, L); time (tempo, T).
| Grandeza        |                                |                          |                          |
| --------------- | ------------------------------ | ------------------------ | ------------------------ |
|                 | Unidade SI                     | MLT                      | FLT                      |
| Comprimento (L) | m                              | {\displaystyle L}        | {\displaystyle L}        |
| Aceleração (a)  | {\displaystyle m/s^{2}}        | {\displaystyle L/T^{2}}  | {\displaystyle L/T^{2}}  |
| Massa (m)       | kg                             | {\displaystyle M}        | {\displaystyle FL/T^{2}} |
| Força (F)       | {\displaystyle N=(kg.m)/s^{2}} | {\displaystyle ML/T^{2}} | {\displaystyle F}        |
| Velocidade (V)  | {\displaystyle m/s}            | {\displaystyle L/T}      | {\displaystyle L/T}      |
| Vazão (Q)       | {\displaystyle m^{3}/s}        | {\displaystyle L^{3}/T}  | {\displaystyle L^{3}/T}  |
| Pressão (P)     | {\displaystyle N/m^{2}}        | {\displaystyle M/LT^{2}} | {\displaystyle F/L^{2}}  |

## Sistema Internacional de Unidades (SI)
O Sistema Internacional de Unidades, foi criado em 1960, na 11ª Conferência Geral de Pesos e Medidas (CGPM), com o objetivo de padronizar as unidades usadas por todos os países, para que fosse possível alcançar maior facilidade em efetuar as transações comerciais.

### Bases
Com isso, o SI definiu um grupo base de grandezas independentes e unidades de medida, chamadas de Grandezas Bases, sendo esses:
| Grandeza                  | Unidade    | Símbolo |
| ------------------------- | ---------- | --- |
| Comprimento               | metro      | m |
| Massa                     | quilograma | kg |
| Tempo                     | segundo    | s |
| Corrente elétrica         | ampere     | A |
| Temperatura termodinâmica | kelvin     | K |
| Quantidade de substância  | mol        | mol<span class="citation wikicite" id="endnote_No Brasil, chama-se-a quantidade de matéria e tanto seu nome quanto o símbolo de sua unidade é o "mol" (substantivo masculino). O plural do termo é dicionarizado (Aurélio, Houaiss, Michaelis) como "mols" (grafia também adotada pelo INMETRO), embora o Vocabulário Ortográfico da Língua Portuguesa da ABL, na consistência vernacular, registre apenas as grafias "móis" ou "moles" como plural de "mol". Em Portugal (e nos países que adotam o português europeu, essa grandeza é dita "quantidade de substância" e tem por unidade a "mole" (substantivo feminino, plural [as] "moles").">[[#ref_No Brasil, chama-se-a quantidade de matéria e tanto seu nome quanto o símbolo de sua unidade é o "mol" (substantivo masculino). O plural do termo é dicionarizado (Aurélio, Houaiss, Michaelis) como "mols" (grafia também adotada pelo INMETRO), embora o Vocabulário Ortográfico da Língua Portuguesa da ABL, na consistência vernacular, registre apenas as grafias "móis" ou "moles" como plural de "mol". Em Portugal (e nos países que adotam o português europeu, essa grandeza é dita "quantidade de substância" e tem por unidade a "mole" (substantivo feminino, plural [as] "moles").\|↑]] |
| Intensidade luminosa      | candela    | cd |

### Derivadas
A partir das Grandezas Bases são obtidas as demais grandezas, denominadas Grandezas Derivadas.
| Grandeza                       | Unidade         | Símbolo | Dimensional analítica | Dimensional sintética |
| ------------------------------ | --------------- | ------- | --------------------- | --------------------- |
| Ângulo plano                   | radiano         | rad     | 1                     | m/m                   |
| Ângulo sólido                  | esferorradiano1 | sr      | 1                     | m²/m²                 |
| Atividade catalítica           | katal           | kat     | mol/s                 | ---                   |
| Atividade radioativa           | becquerel       | Bq      | 1/s                   | ---                   |
| Capacitância                   | farad           | F       | A²·s²·s²/(kg·m²)      | A·s/V                 |
| Carga elétrica                 | coulomb         | C       | A·s                   | ---                   |
| Condutância                    | siemens         | S       | A²·s³/(kg·m²)         | A/V                   |
| Dose absorvida                 | gray            | Gy      | m²/s²                 | J/kg                  |
| Dose equivalente               | sievert         | Sv      | m²/s²                 | J/kg                  |
| Energia                        | joule           | J       | kg·m²/s²              | N·m                   |
| Fluxo luminoso                 | lúmen           | lm      | cd                    | cd·sr                 |
| Fluxo magnético                | weber           | Wb      | kg·m²/(s²·A)          | V·s                   |
| Força                          | newton          | N       | kg·m/s²               | ---                   |
| Frequência                     | hertz           | Hz      | 1/s                   | ---                   |
| Indutância                     | henry           | H       | kg·m²/(s²·A²)         | Wb/A                  |
| Intensidade de campo magnético | tesla           | T       | kg/(s²·A)             | Wb/m²                 |
| Luminosidade                   | lux             | lx      | cd/m²                 | lm/m²                 |
| Potência                       | watt            | W       | kg·m²/s³              | J/s                   |
| Pressão                        | pascal          | Pa      | kg/(m·s²)             | N/m²                  |
| Resistência elétrica           | ohm             | Ω       | kg·m²/(s³·A²)         | V/A                   |
| Temperatura em Celsius         | grau Celsius    | °C      | ---                   | ---                   |
| Tensão elétrica                | volt            | V       | kg·m²/(s³·A)          | W/A                   |

### Unidades em uso
- Unidades de área
- Unidades de comprimento
- Unidades de densidade
- Unidades de energia
- Unidades de força
- Unidades de massa
- Unidades de potência
- Unidades de pressão
- Unidades de temperatura
- Unidades de tempo
- Unidades de velocidade
- Unidades de volume
- Unidades elétricas

### Adimensional
Existem grandezas que não apresentam unidades de medida, as Grandeza Adimensional, resultados da divisão entre duas grandezas iguais, como por exemplo índice de refração (razão entre duas velocidades).

### De contagem
Existem grandezas que não são derivadas das Grandezas de Base, como por exemplo o número de moléculas de uma substância determinadas por meio de contagem, chamadas Grandezas de Contagem.